# Коренчук, Юлия Валерьевна
Юлия Валерьевна Ко́ренчук (до 2009 — Дудник, в 2009—2019 — Бессонная; род. 30 октября 1988, Крымск Краснодарского края) — российская волейболистка, нападающая-доигровщица.

## Биография
Волейболом начинала заниматься в родном городе Крымске. С 2005 по 2012 выступала за волгодонский «Импульс», в 2012—2013 — за «Хара Морин», в 2013—2014 — за череповецкую «Северянку». В 2014—2016 являлась игроком красноярского «Енисея», в составе которого в 2015 стала обладателем Кубка Сибири и Дальнего Востока, а в сезоне 2015/2016 дебютировала в суперлиге — 6-е место в списке бомбардиров предварительного этапа первенства (292 очка в 20 проведённых играх). В стартовом составе Бессонная выходила на поле в 18 матчах чемпионата (из 20) и в 11 из них становилась самой результативной в своей команде.
В сентябре 2016 Юлия Бессонная заключила контракт с петербургской «Ленинградкой». После 2019 выступала за челябинский «Динамо-Метар» и краснодарское «Динамо», а в 2020-2021 являлась игроком подмосковной команды «Заречье-Одинцово».

### Клубная карьера
- 2005—2012 —  «Импульс» (Волгодонск);
- 2012—2013 —  «Хара Морин» (Улан-Удэ);
- 2013—2014 —  «Северянка» (Череповец);
- 2014—2016 —  «Енисей» (Красноярск);
- 2016—2019 —  «Ленинградка» (Санкт-Петербург);
- 2019 —  «Динамо-Метар» (Челябинск);
- 2019—2020 —  «Динамо» (Краснодар).
- 2020-2021 —  «Заречье-Одинцово» (Московская область)

## Достижения
- победитель (2015) и серебряный призёр (2014) розыгрышей Кубка Сибири и Дальнего Востока;
- победитель чемпионата России среди команд высшей лиги «А» 2012/2013.